# ORF2
ORF2（以前の名称はFS2）はオーストリア放送協会が運営するチャンネル。
ORF2は1961年9月11日にFS2として開局。主な番組としては午後7からのニュース番組「Bundesland Heute」である。また、ウィーン・フィルハーモニー管弦楽団のニューイヤーコンサートも同チャンネルで生放送されている。